# Central nuclear Tomari
La central nuclear de Tomari ( 所 所 電 所Tomari hatsudensho , NPN de Tomari) es la única central de energía nuclear en Hokkaidō , Japón . Está ubicado en la ciudad de Tomari en el distrito de Furuu y es administrado por la Compañía de Energía Eléctrica Hokkaido. Todos los reactores son diseños de Mitsubishi. El sitio de la planta totaliza 135 ha, con 7   adicionales de tierra reclamada.

## Historia
La planta originalmente se ubicaría en una isla y se llamaría la central nuclear de Kyowa-Tomari, pero hubo un cambio en los planes y se cambió la ubicación y el nombre.
El 17 de agosto de 2000, un trabajador cayó en un tanque de sumidero en un edificio de tratamiento de desechos radiactivos de la planta. El trabajador murió en el hospital más tarde. En julio de 2007, hubo tres incendios separados relacionados con la nueva unidad que estaba en construcción. Aparentemente, el cableado eléctrico había sido cortado y se sospechaba juego sucio. Esto ocurrió días después de un terremoto grave y eventos relacionados en la planta de Kashiwazaki-Kariwa. El 29 de septiembre de 2007, Kazutoshi Michinaka informó que no hubo fugas de radiación y que nadie resultó herido después de que ocurrió un pequeño incendio en el tercer reactor a medio construir. Al menos 7 casos de incendio premeditado han sido reportados en el sitio de construcción en 2007.
El 11 de marzo de 2011, en el momento del terremoto de Tohoku , el reactor Número 3 se encontraba en la última fase de su inspección regular, una llamada "operación de ajuste", que comenzó el 7 de marzo. Normalmente, los reactores en Japón son Entrando en operación comercial completa aproximadamente 1 mes después de comenzar este ajuste, pero debido a las consecuencias de la catástrofe de Fukushima , Hokkaido Electric Power Company retuvo la solicitud final de revisión de la Agencia de Seguridad Industrial y Nuclear (NISA). Cuando la empresa de servicios públicos lo presentó a principios de agosto de 2011, el reactor número 3 había estado operando a prueba y suministrando electricidad a casi toda su potencia durante 5 meses. NISA informó a la Comisión de Seguridad Nuclear ( NSC) el 11 de agosto que no se encontraron problemas en el reactor durante una verificación final de 2 días que terminó el 10 de agosto. Según NISA, el reactor podría reiniciarse de manera segura, pero el gobernador de Hokkaido criticó al operador por presentar la solicitud antes de que tomara su propia decisión sobre el reinicio (la ley japonesa no requiere el acuerdo de los gobiernos locales para reiniciar los reactores nucleares, pero en la práctica ambos Gobierno y operadores nucleares siempre han respetado su voluntad). El ministro de industria, Banri Kaieda, le dijo al gobernador Harumi Takahashi que el consentimiento de la prefectura era vital y que esperaría su decisión. [7] [8]
El 17 de agosto de 2011, el gobierno japonés aprobó el reinicio del número de reactor 3. Este fue el primer reactor nuclear que recibió el permiso para ser puesto en servicio nuevamente después de los eventos en Fukushima del 11 de marzo de 2011. [9] [10] [11 ]
El 5 de mayo de 2012, el reactor número 3 se cerró para inspecciones regulares, es decir, de los 50 reactores en Japón, ninguno producía energía, lo que solo ha ocurrido una vez antes, entre el 30 de abril y el 4 de mayo de 1970, desde el inicio de Japón. generación de energía nuclear comercial en 1966. Después del desastre nuclear en Fukushima en marzo de 2011, la opinión pública japonesa se alejó de la generación de energía nuclear. [12] El cierre de la última planta de energía nuclear activa provocó una manifestación de miles de personas en Tokio celebrando un Japón "libre de armas nucleares". [13]

## Pruebas de estrés
La investigación sísmica en 2011 mostró que el terremoto del 11 de marzo fue causado por el movimiento simultáneo de múltiples fallas activas en la costa del Océano Pacífico en el norte de Japón y que se podrían desencadenar terremotos mucho más grandes que las plantas construidas para resistir. En febrero, la planta de Tokai Daini en la prefectura de Ibaraki y la instalación eléctrica de Tomari en Hokkaido dijeron que no podían descartar la posibilidad de que las plantas fueran vulnerables. Otras centrales nucleares declararon que las fallas activas cerca de sus plantas nucleares no se moverían al mismo tiempo, e incluso si ocurriera, el impacto sería limitado. NISA es examinar la evaluación de fallas activas realizada por las plantas.

## Unidades
Unidad 1   
- Tipo:PWR
- Se empezó a usar:22 de junio de 1989
- Potencia:579 MW

Unidad 2   
- Tipo:PWR
- Se empezó a usar:12 de abril de 1991
- Potencia:579 MW

Unidad 3   
- Tipo:PWR
- Se empezó a usar:22 de diciembre de 2009
- Potencia:912 MW